# Phynn

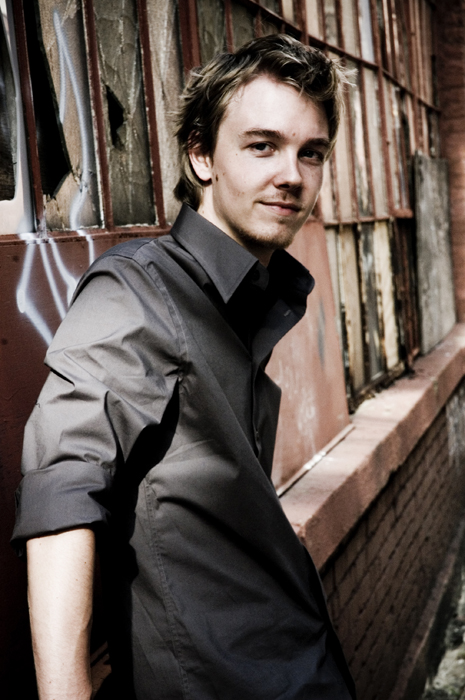
Phynn

Phynn (* 6. Dezember 1984 in Nieuwegein; bürgerlicher Name Finne Jager) ist ein niederländischer Trance-DJ und Musikproduzent.

## Biographie
Phynn fand im Jahr 2000 zur elektronischen Tanzmusik. Fasziniert vom Musikstil erforschte er die Möglichkeiten selbst Musik zu produzieren. Bei einem Remix-Contest von Ernesto vs. Bastian war er einer von drei Gewinnern und konnte daraufhin für das Duo die beiden Singles „Stop 9.5“ und „Who’s The Starter“ remixen. Der Remix von Stop 9.5 wurde schließlich auch von Tiësto auf seiner zweiten Konzerttour Tiësto in Concert gespielt und war auf der offiziellen DVD.
Eine seiner erfolgreichsten Produktionen war „Lucid“, die ebenfalls wieder von Tiësto Unterstützung erhielt. Am 3. Dezember 2005 durfte er schließlich als Schlussakt für Tiësto in der Heineken Music Hall in Amsterdam vor 6000 Leuten auflegen. Im März 2007 konnte Phynn an der Main Stage der Trance Energy, mit 30.000 Besuchern die weltweit größte reine Trance-Veranstaltung, auflegen. Mit 22 Jahren ist er der jüngste DJ, der bisher an der Main Stage auflegen konnte.
Phynn veröffentlichte sein Debütalbum im November 2008 auf dem Label Black Hole Recordings. Das Album namens Metamorphosis enthielt 12 Eigenproduktionen und beinhaltete Vocals von den Sängerinnen Molly Bancroft und Tiff Lacey.

## Diskographie

### Alben
- 2008: Metamorphosis

### Singles
- 2004: Escape (vs. Fictivision)
- 2004: Exotica
- 2005: Close Encounter
- 2005: Lucid
- 2006: Treasure Island
- 2006: Oslo Summerparade Theme
- 2007: C U Smile
- 2007: This Is the Time
- 2008: Try Again (feat. Tiff Lacey)
- 2008: Starfire at Night
- 2009: Spacewalk
- 2010: The Halo Effect
- 2010: Supernova
- 2010: Hello Love

### Remixe (Auswahl)
- 2003: Simon Patterson – Andantino
- 2003: Ernesto vs. Bastian – Who’s the Starter
- 2004: Ernesto vs. Bastian – Stop 9.5
- 2005: Tiësto – Adagio for Strings
- 2007: Jes – Ghost
- 2010: Markus Schulz – Rain